# 劉文煥 (萬曆進士)
刘文焕（？—？），字尧章，河南汝寧府光州人，明朝政治人物。

## 生平
万历二十九年（1601年）辛丑科進士，初授陕西临潼县知县，调繁咸寧縣。